# Heinrich II. von Stammer
Heinrich II. von Stammer († 24. März 1481 in Zeitz) war von 1466 bis 1481 Bischof von Naumburg.
Heinrich II. von Stammer stammte aus der ritteradeligen Familie von Stammer, die ab dem 13. Jahrhundert unter den Fürsten von Anhalt zunächst im Raum um Ballenstedt in Erscheinung trat. Er studierte in Leipzig und war Domherr in Halberstadt und Magdeburg. Als Bischof mehrte er das Vermögen des Bistums. Ertragreich war u. a. der Silberbergbau auf dem Schneeberg. Er starb am Abend des 24. März. Teile seiner Bronzegrabplatte sind heute im Naumburger Dom aufgestellt. Das Familienwappen ist ein rechtsschräger Wellenbalken.